# Sampford Courtenay
Sampford Courtenay – wieś i civil parish w Anglii, w Devon, w dystrykcie West Devon. W 2011 civil parish liczyła 566 mieszkańców. Sampford Courtenay jest wspomniana w Domesday Book (1086) jako Sanford/Sanfort.
We wsi znajduje się stacja kolejowa.